# کلوین کلاین

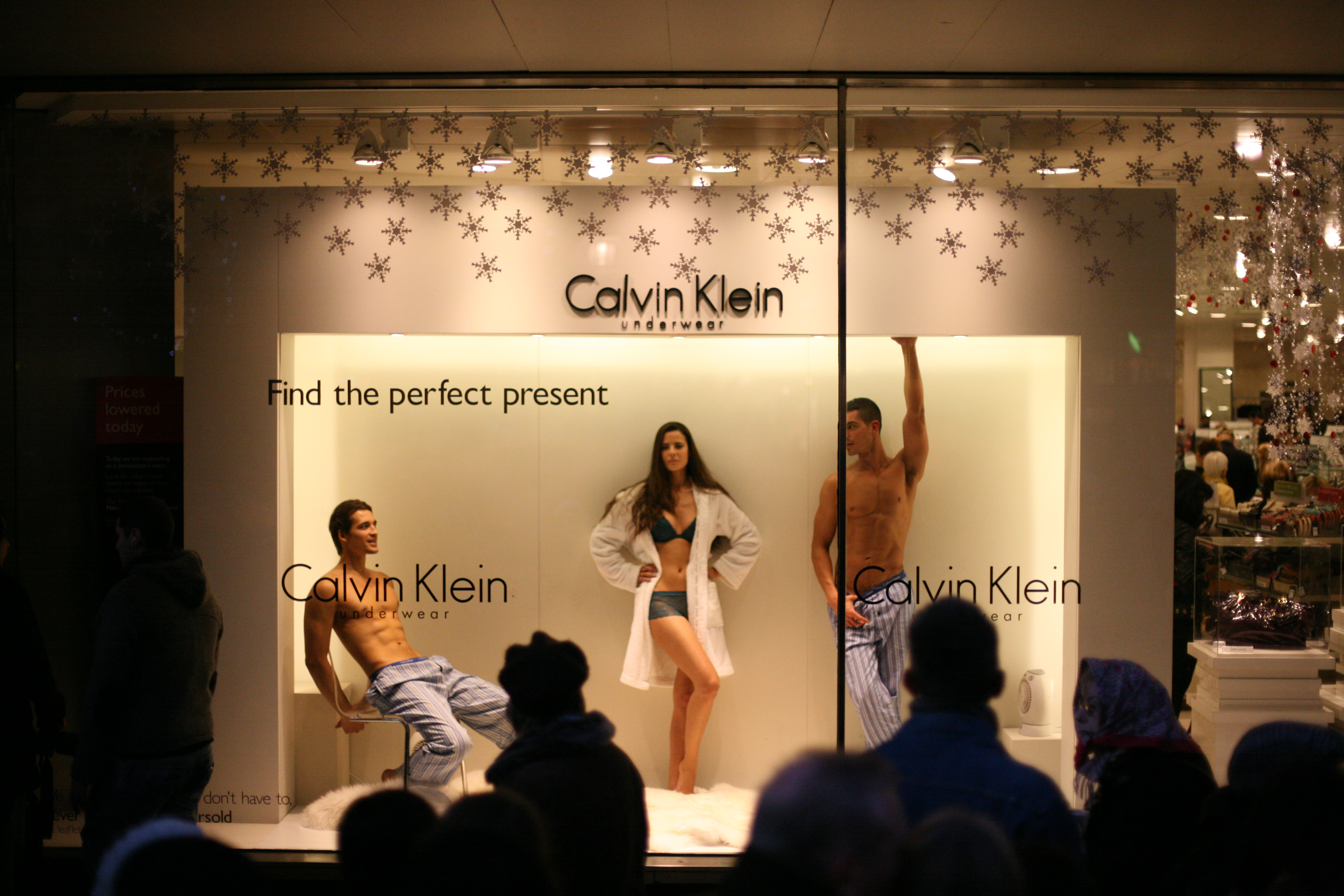
شعبه‌ای از کلوین کلاین، در لندن و استفاده از مدل‌های زنده در ویترین

کلوین کلاین (به انگلیسی: Calvin Klein) که بنام سی‌کی (CK) نیز شناخته می‌شود، خانه مد آمریکایی می‌باشد، که توسط طراح مد، کلوین کلاین، تأسیس شده‌است. شعبه مرکزی این شرکت در میدتاون منهتن شهر نیویورک قرار دارد. در حال حاضر برند کلوین کلاین، متعلق به شرکت پی‌وی‌اچ می‌باشد.
- این برند در سال 28 مارس سال 2023 جئون جونگ کوک عضو گروه جهانی بی تی اس را به عنوان سفیر جهانی خود انتخاب کرد و باعث سود و فروش چشم گیری شد

### نگارخانه

برند سی‌کی متعلق به کلوین کلاین
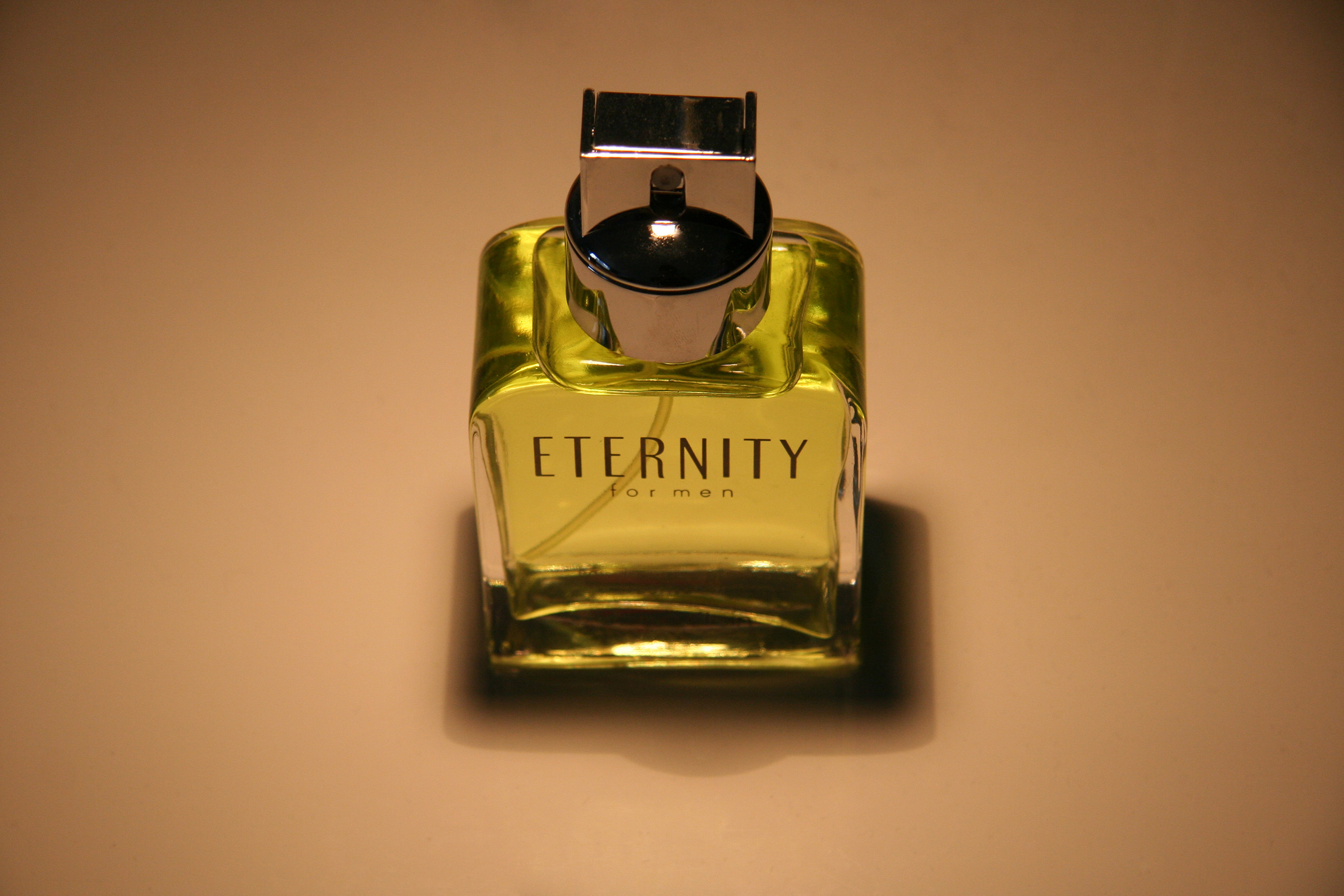
عطر اترنیتی سی‌کی
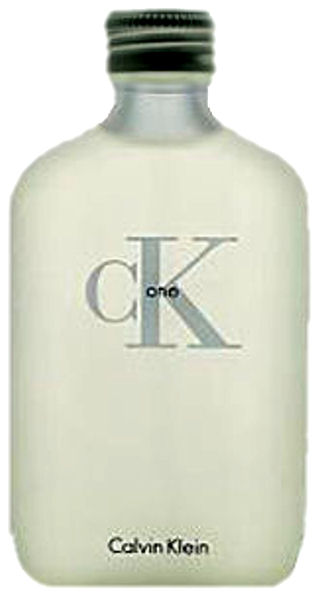
عطر سی‌کی وان
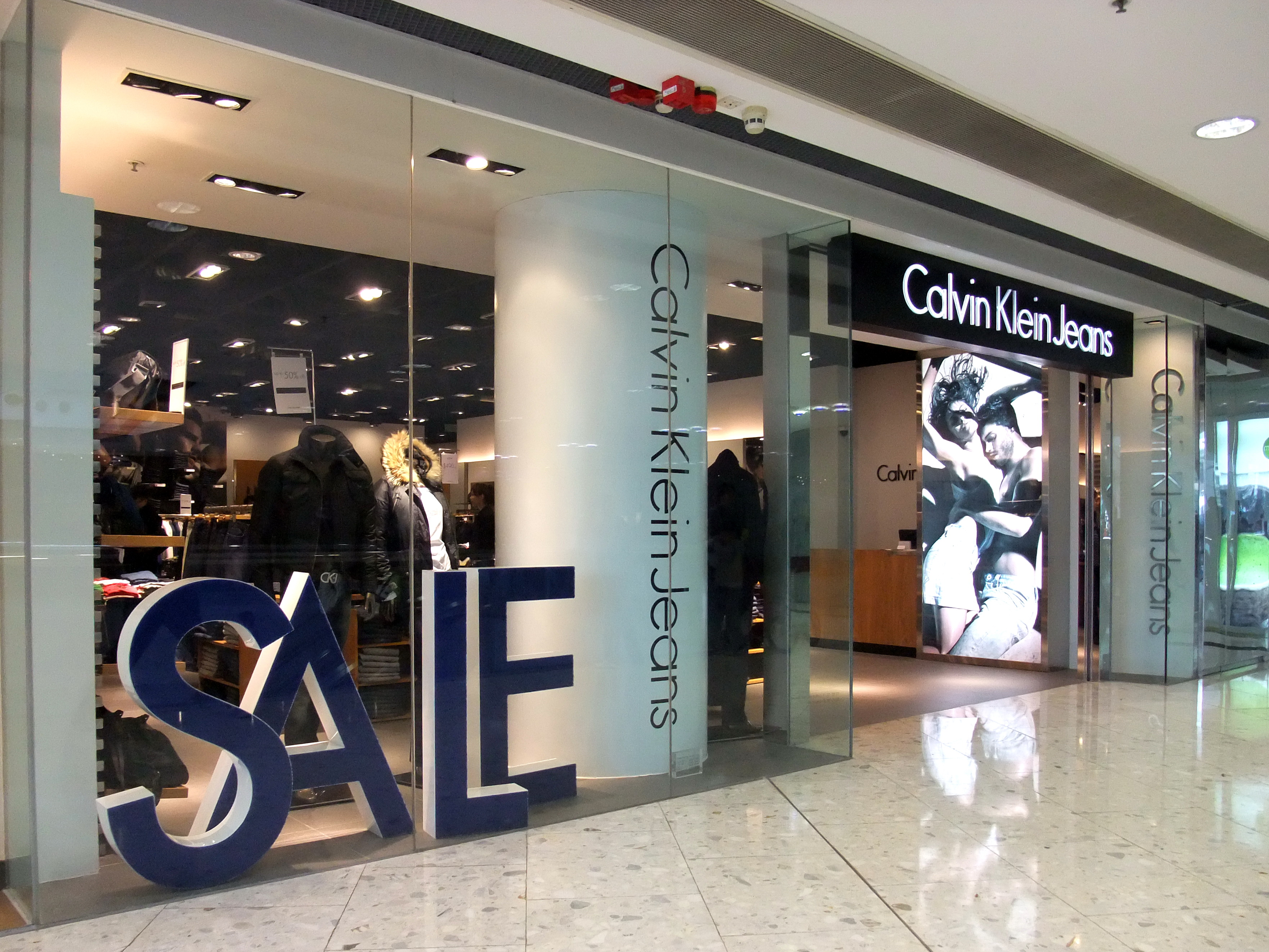
شعبه‌ای از کلوین کلاین در هنگ کنگ
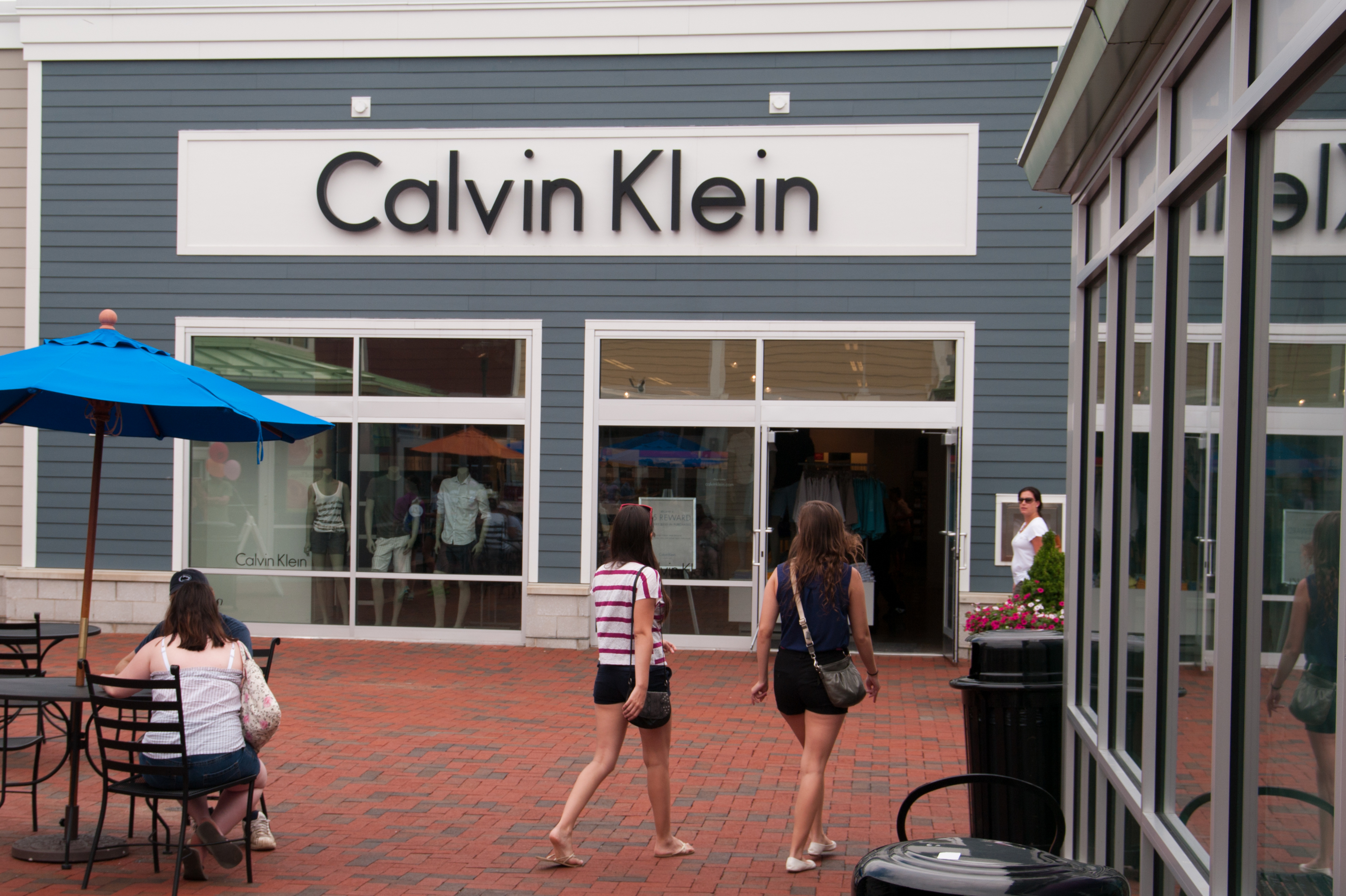
شعبه سی‌کی در مین
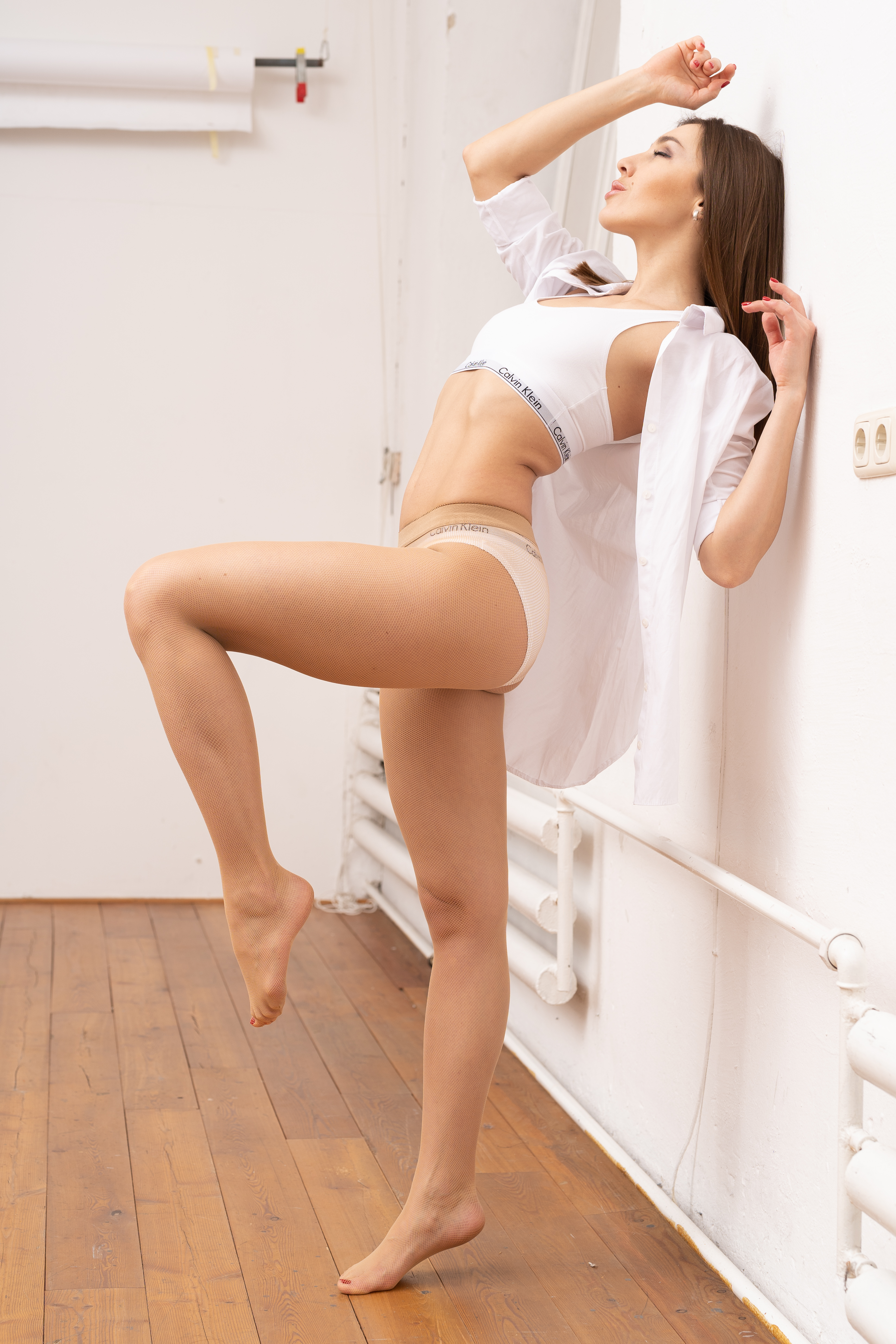
یک مدل لباس زیر کلوین کلاین